# 根尾川

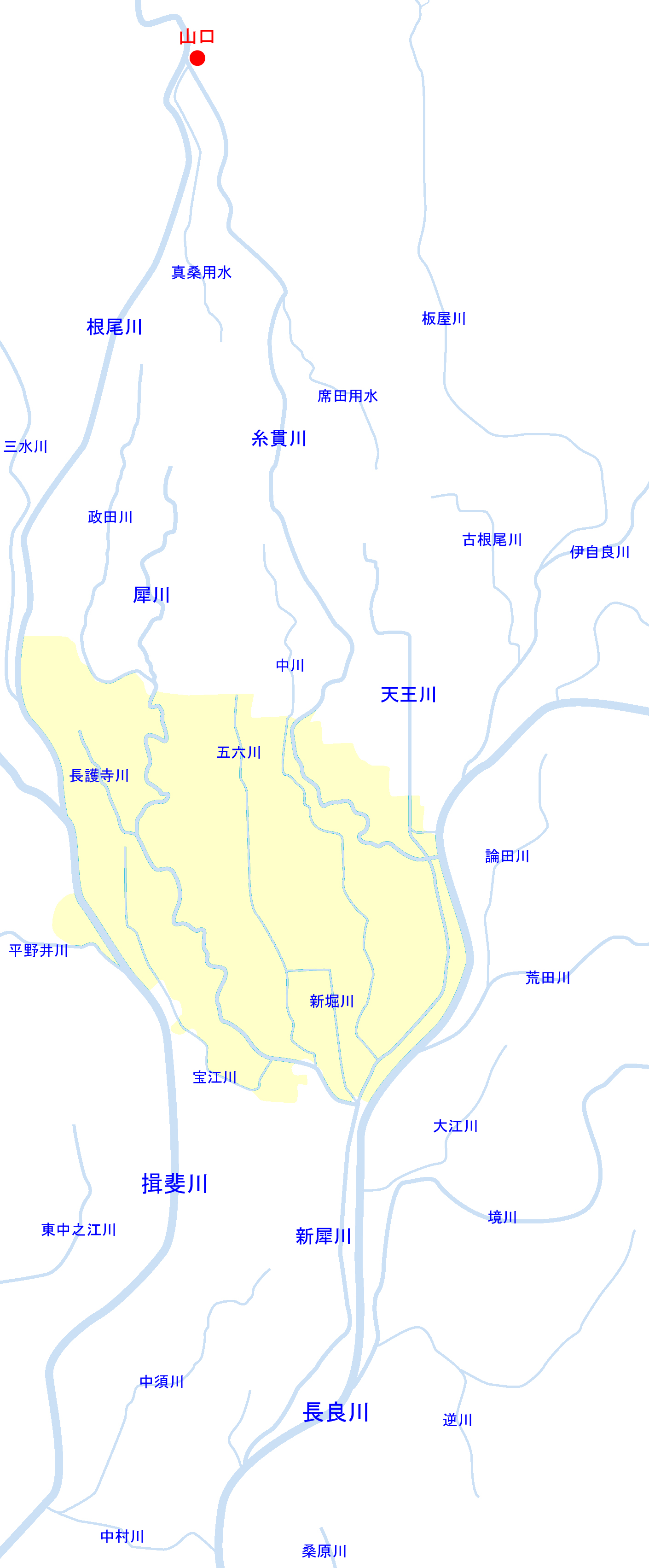
現在の瑞穂市（着色部）周辺河川の位置関係図

根尾川（ねおがわ）は、木曽川水系の一級河川。岐阜県本巣市を流れる。揖斐川を経て伊勢湾に至る木曽川の2次支川。

## 地理
岐阜県本巣市（旧根尾村）の能郷白山を水源とする「根尾西谷川」と、左門岳を水源とする「根尾東谷川」が旧根尾村の樽見地区で合流して「根尾川」となる。根尾川全体の源流は根尾西谷川の「本巣市根尾大字黒津字コハ谷678番地」と定められており、岐阜県の河川調査では根尾西谷川を単に「根尾川」として記載し、根尾東谷川を支流として扱っている。河川法における河川区間は、根尾西谷川の源流から揖斐川合流点までの47.237キロメートル。

### 上流部・中流部
上流部は越美山地を深く侵食した「根尾谷」と呼ばれる谷を流れるが、越美山地は断層が発達しているため根尾川の流路も断層に支配されている部分が多く、特に東西谷川の合流点から旧根尾村の平野部付近までは根尾谷断層に沿う断層谷となっている。この付近では河岸段丘や沖積平地も発達することから集落や耕地も根尾川沿いに立地し、国道157号・岐阜県道255号・樽見鉄道樽見線など主要交通路も根尾川沿いに整備されている。
旧根尾村の平野部を抜けると、北西から南東へと伸びる山地を越えるために蛇行した流路をとる。

### 下流部
現在山口用水の取水口が設けられている本巣市山口付近で濃尾平野に出ると、本巣市海老・本巣市下真桑・北方町北方付近を末端とする面積30平方キロメートル、傾斜率5度の大規模で緩やかな扇状地が広がっており、根尾川は古くから洪水を起こしてはこの扇状地上で幾度も河道を変えて分流を繰り返した。現在の根尾川下流部はかつて藪川とも呼ばれた派川の1つで、本巣市山口からやや西寄りに南流して揖斐川へと合流する。
この揖斐川に合流する根尾川とは別に、岐阜市曽我屋付近には長良川支流の伊自良川に合流する「古根尾川」とも呼ばれるもう1つの根尾川が存在する。これは現根尾川以前の下流部河道の名残の1つであり、古根尾川が根尾川本流から切り離された後に席田用水や真桑用水の一部などに改修され、手付かずのままだった長良川への合流部が残ったものである。

### 流域の画像

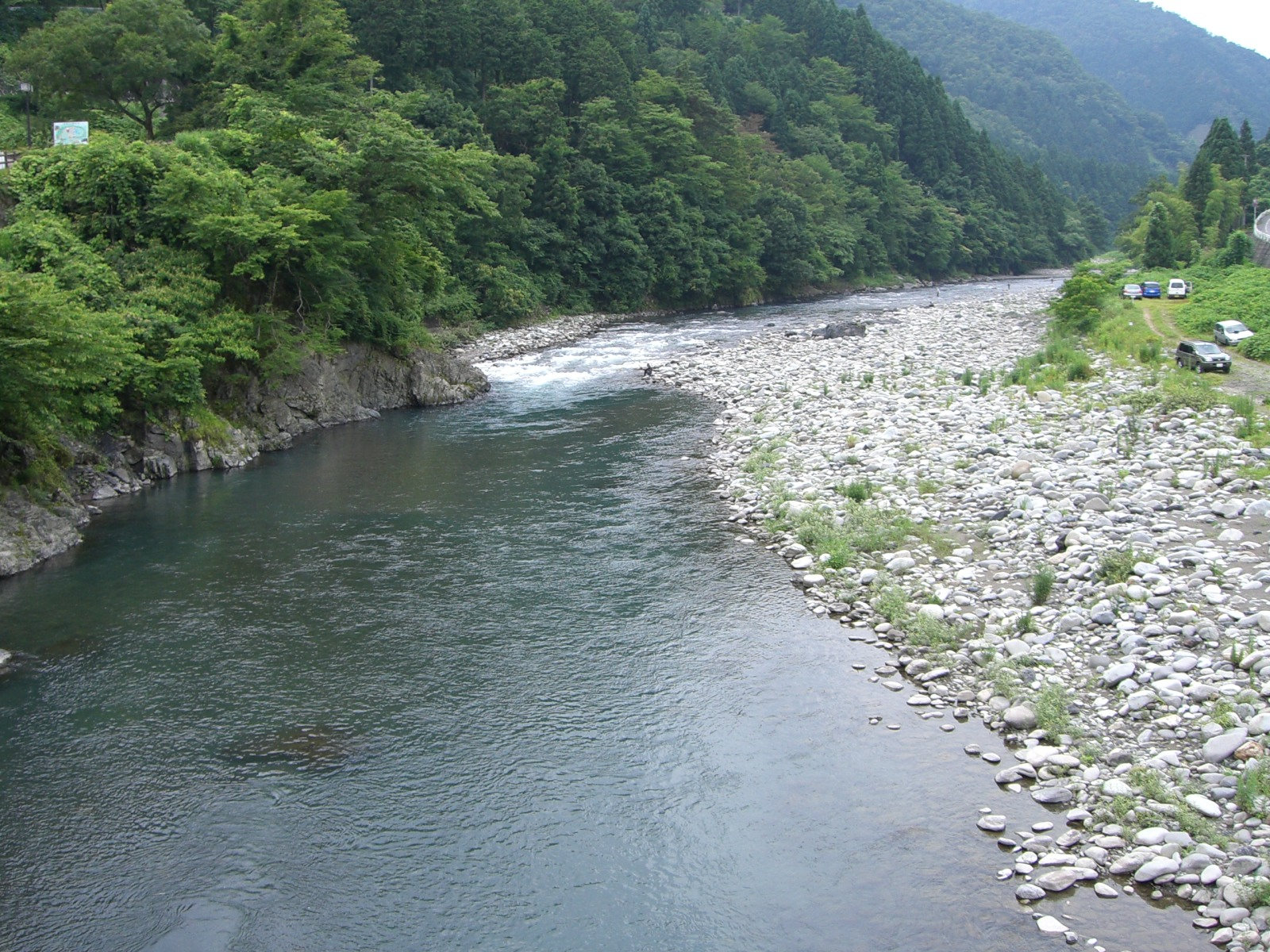
根尾西谷川
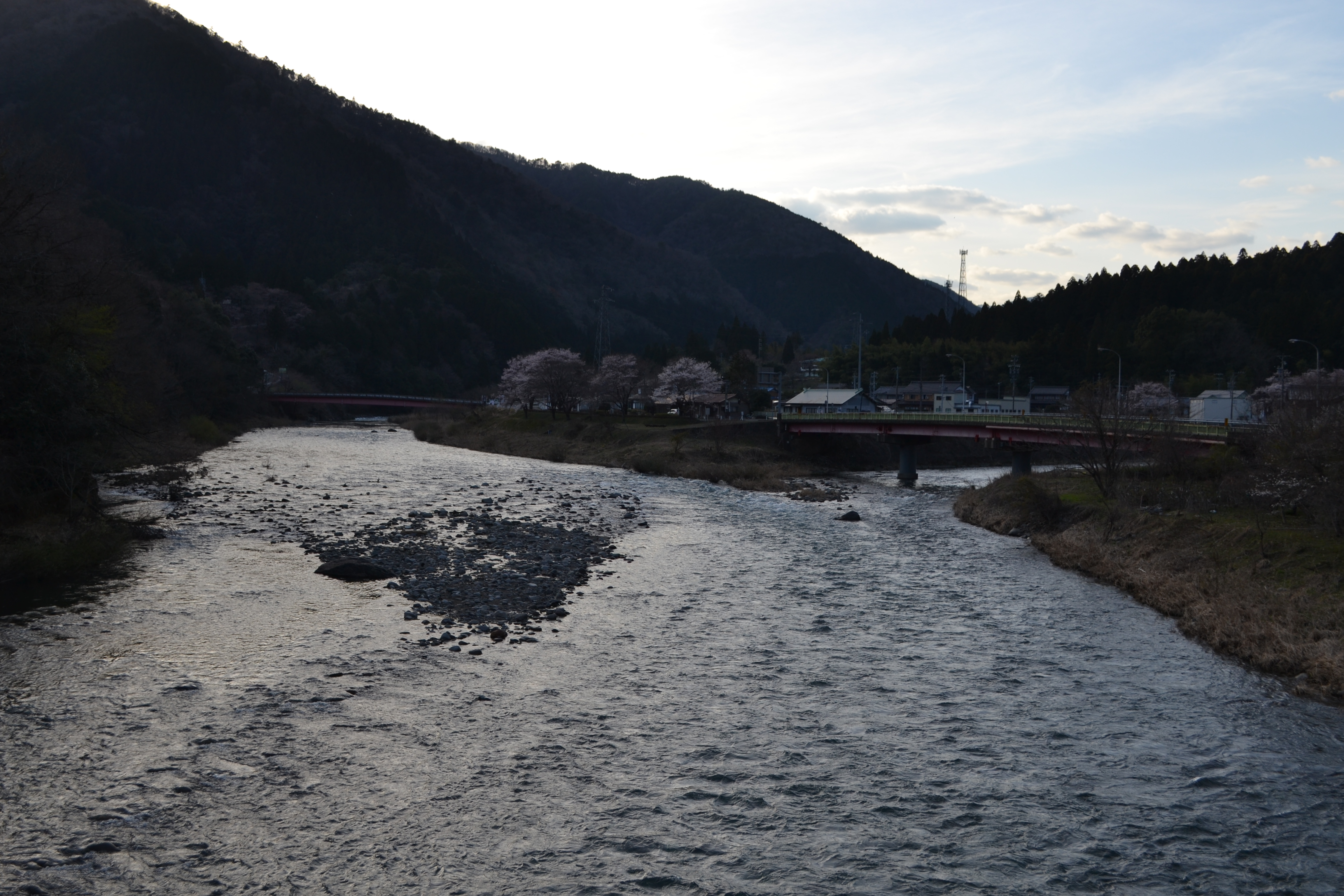
根尾西谷川と根尾東谷川の合流点 （本巣市根尾板所付近）
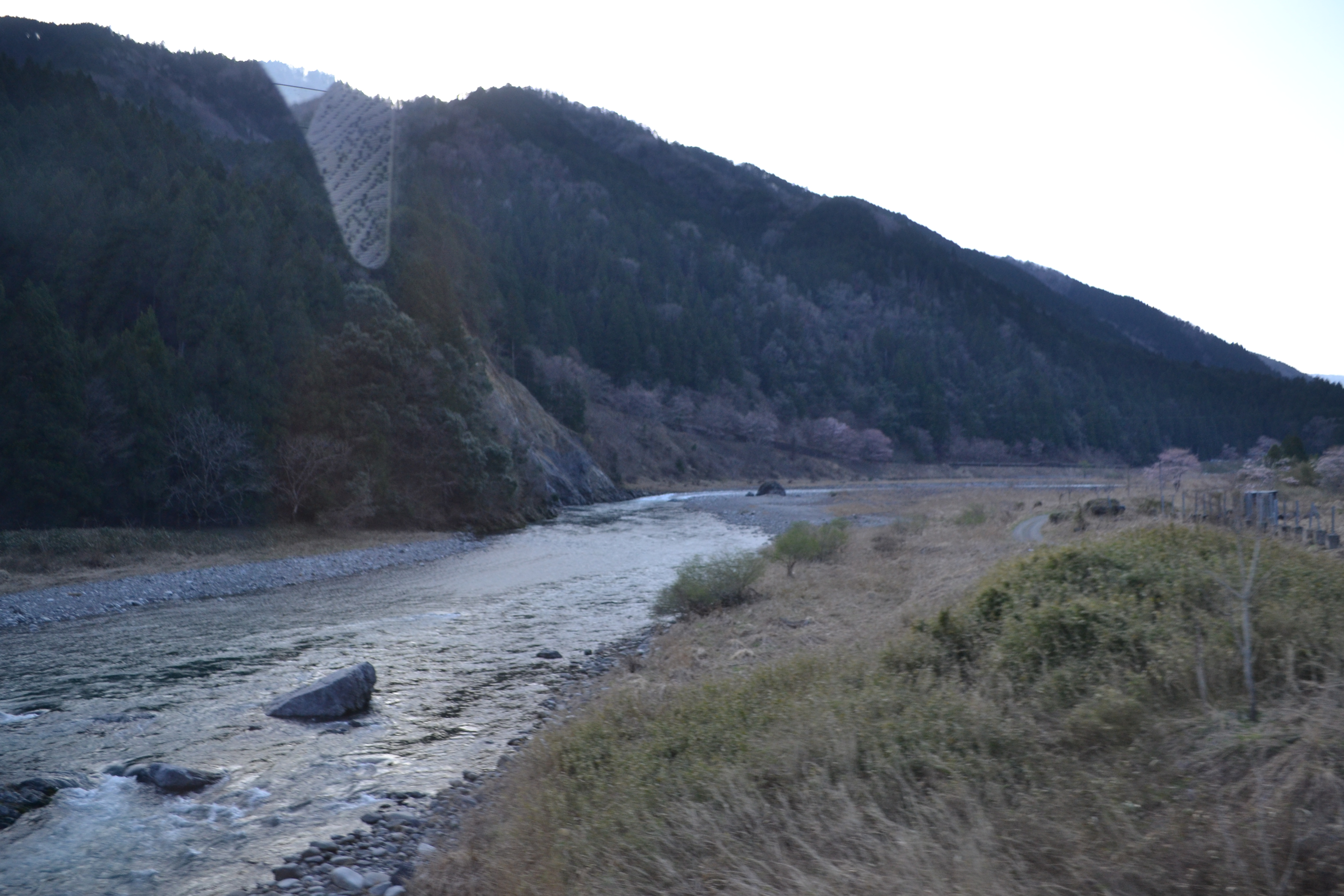
開運橋から西（上流）側の根尾川 （本巣市根尾板所・本巣市根尾水尾付近）
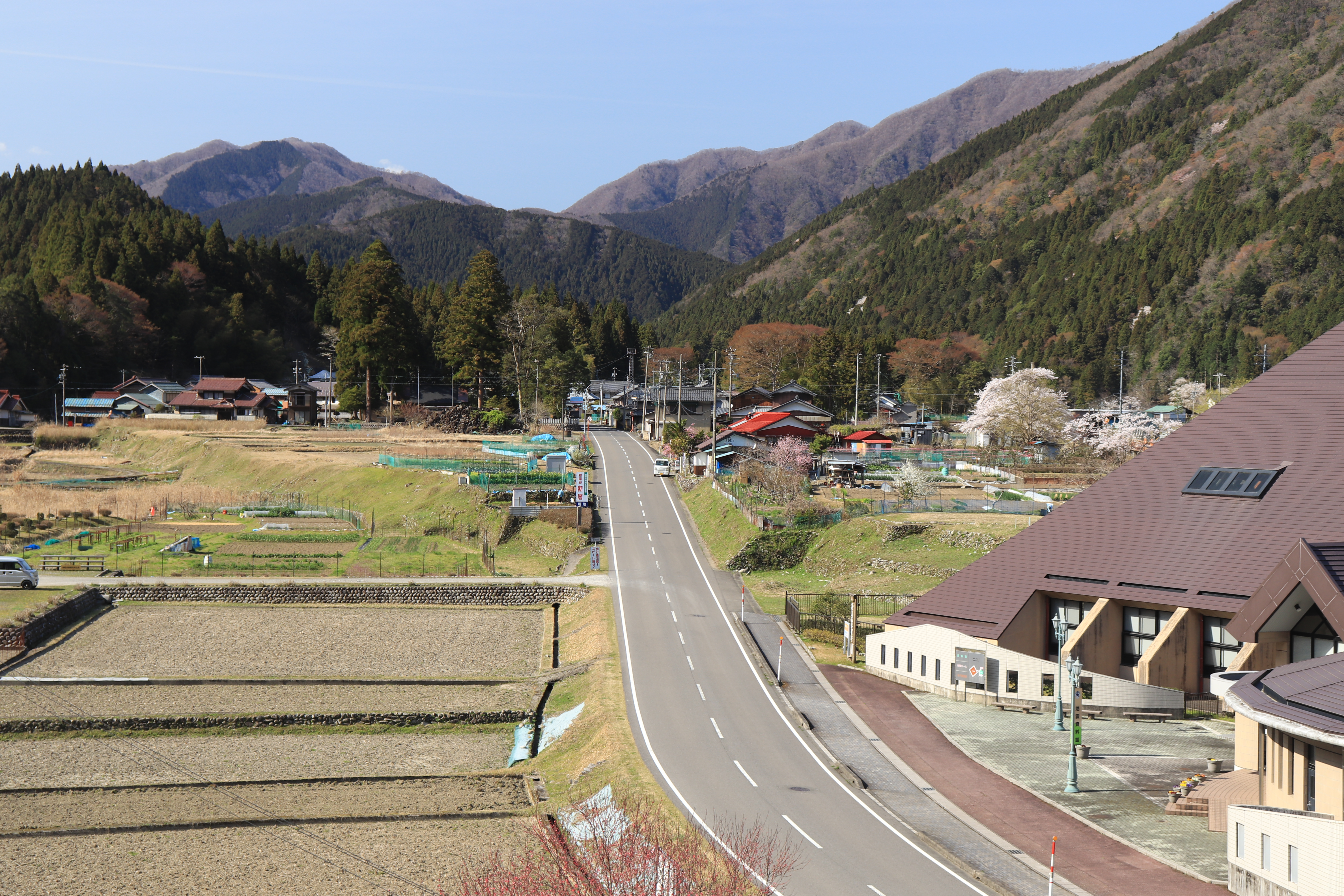
地震断層観察館・体験館付近の根尾谷断層 （本巣市根尾水尾）
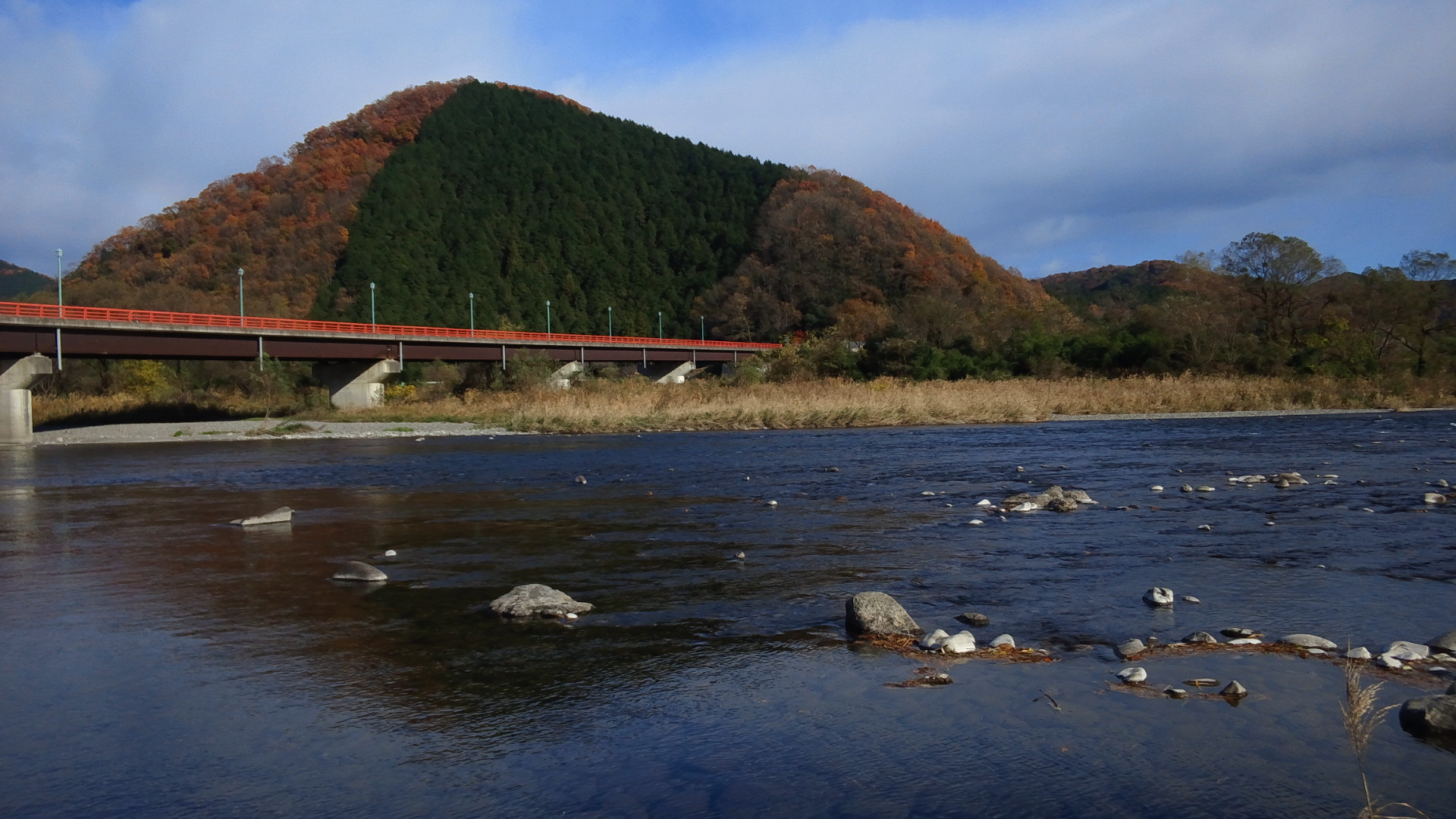
谷汲山大橋と根尾川 （本巣市木知原・揖斐郡揖斐川町谷汲長瀬付近）
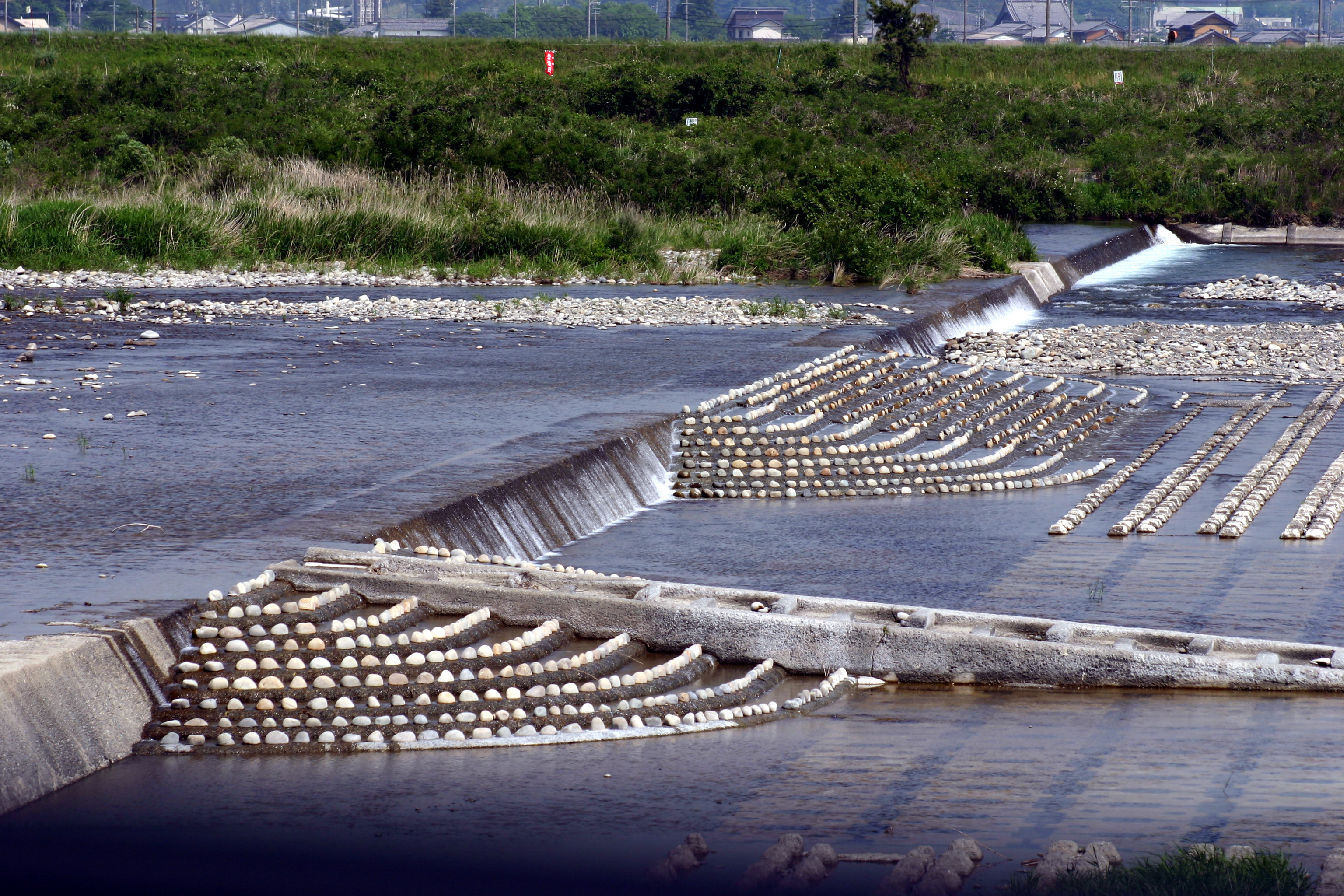
根尾川に設けられた魚道の1つ （本巣市石神・揖斐郡大野町上秋付近）
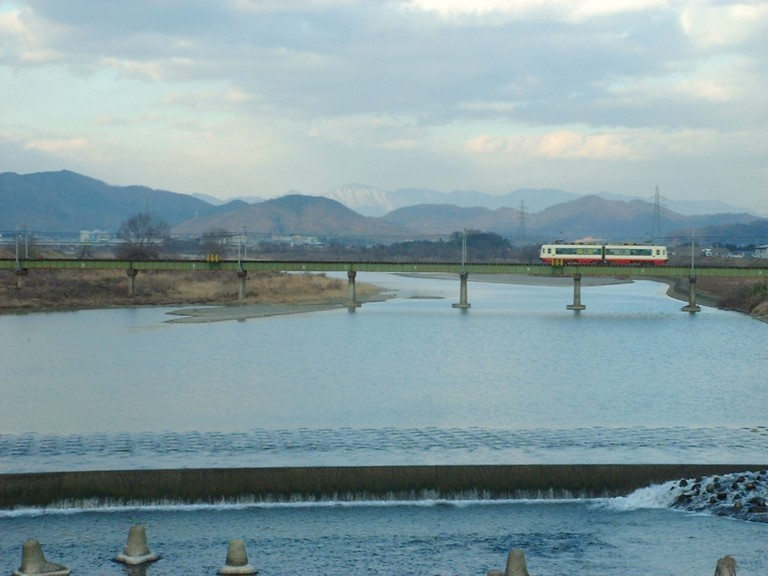
かつて存在した名鉄揖斐線の薮川橋梁と根尾川 （本巣市海老付近）
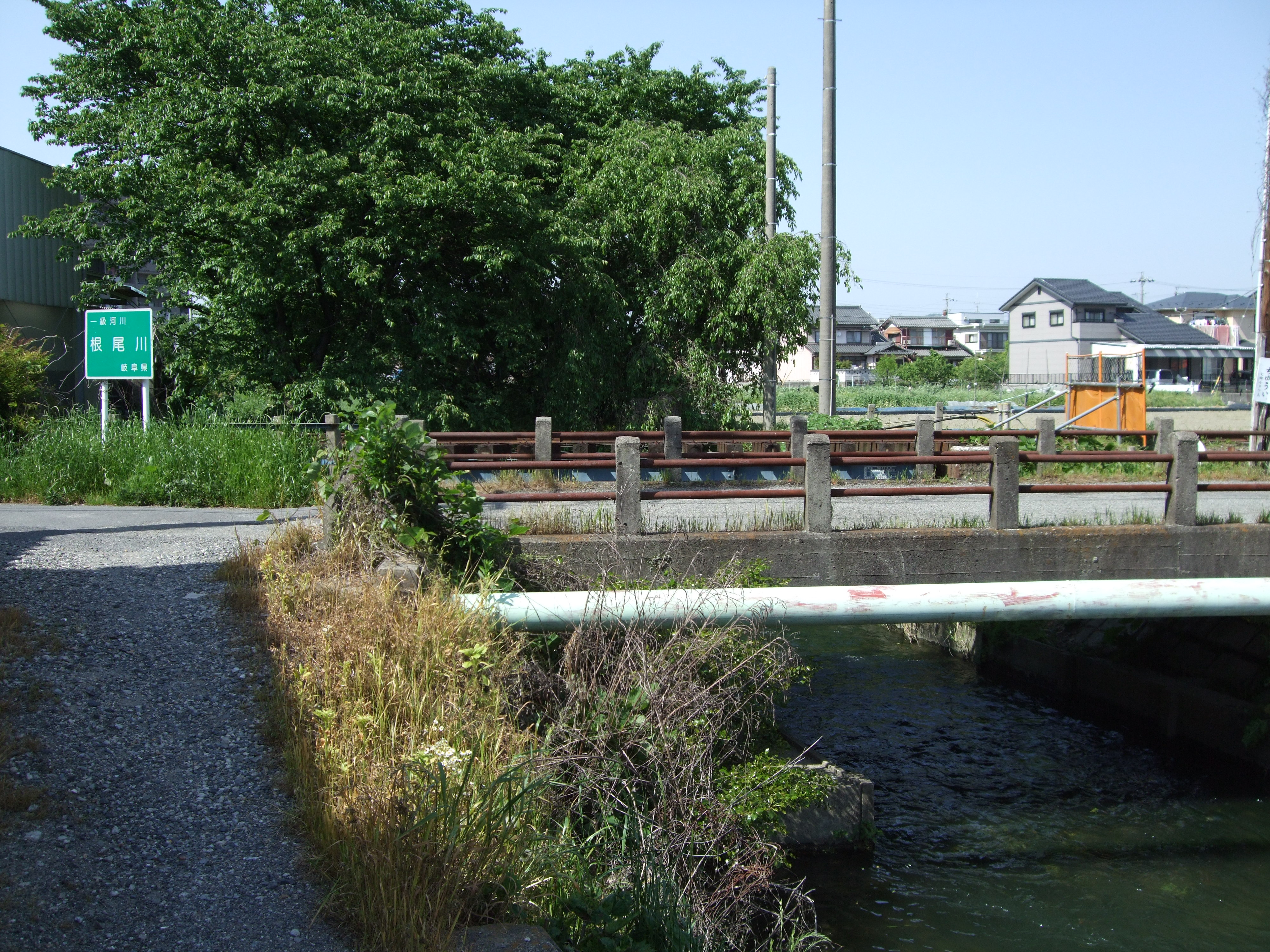
名鉄揖斐線鉄橋跡と古根尾川 （岐阜市川部付近）

## 歴史

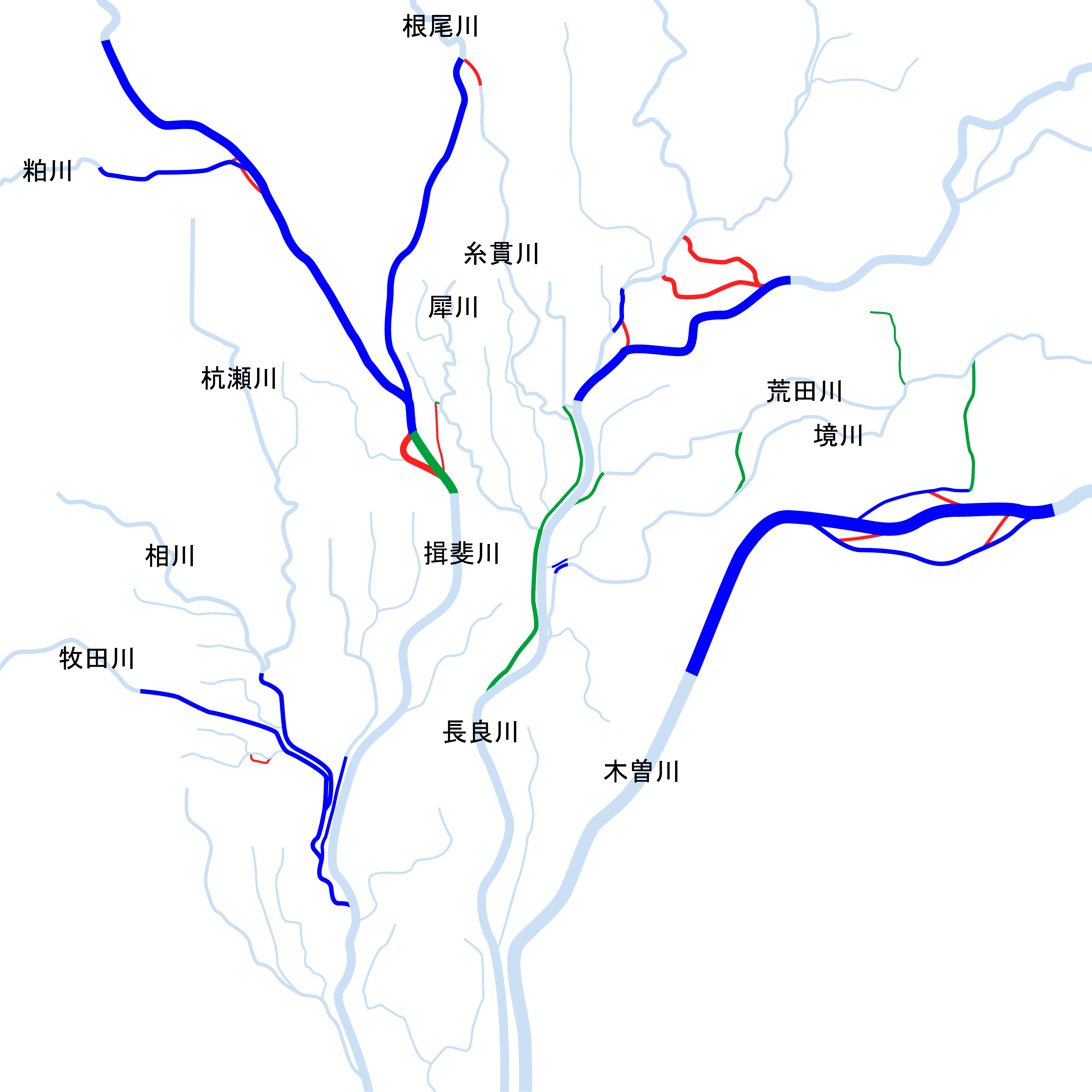
木曽川上流改修工事前後の河道比較。青線部が拡幅・線形改善などが行われた箇所、緑線部が新規開削箇所、赤線部が廃川など。

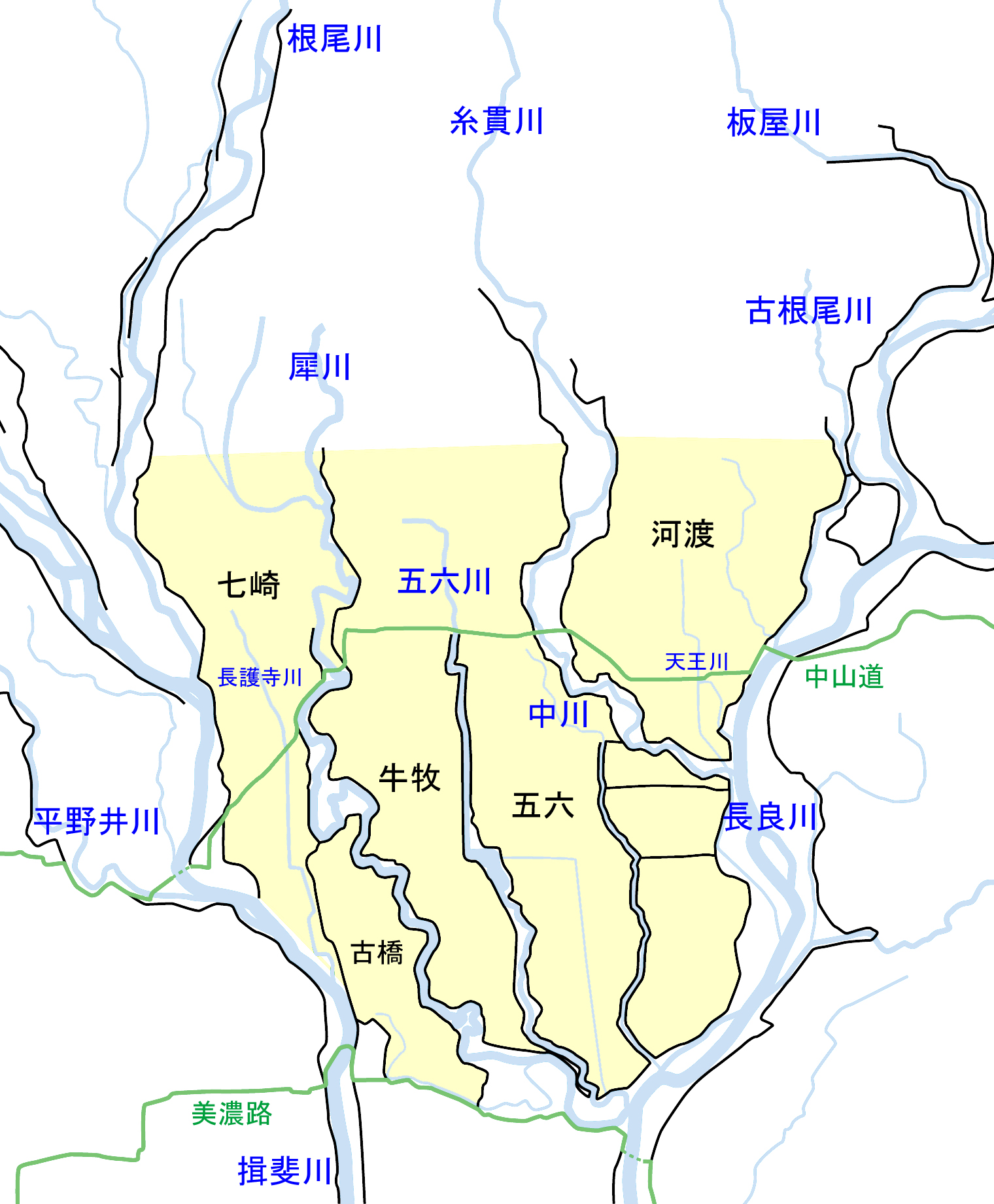
明治時代初期の根尾川と周辺河川の位置関係、および周囲に形成された輪中の分布図

かつての根尾川本流は本巣市山口から東に流れ、岐阜市西郷や黒野を経て長良川へと合流する流路をとっていた。この流れが前述した「古根尾川」に相当するが、この当時の犀川は山口で根尾川から分岐する派流であった。
古代に郡が制定されると本巣郡と大野郡が犀川によって分けられたことから、この頃までに根尾川本流は犀川筋に移ったとも推定され、奈良時代に発生したとされる洪水で根尾川本流は現在の糸貫川筋へと移る。
1530年（享禄3年）の大洪水で揖斐川が大きく河道を変えるが、この洪水によって根尾川では「藪川」が生じるとともに、犀川への分派口が塞がれるといった大きな変化があった。藪川はそのまま南進して揖斐川に合流し、糸貫川は依然として長良川へ合流していたため、根尾川は揖斐川・長良川両方の支流となった。なお、この藪川は真桑方面の用水路の取水口を破って生じたとも伝えられるが、正確には分かっていない。
藪川の出現により根尾川の本流は藪川へと移り、水量が減った糸貫川は扇状地中央部で水無川となることが増えたため、木曽川上流改修工事の付帯工事で1944年（昭和19年）に根尾川から糸貫川への分派口が締め切られた。また、1964年（昭和39年）に制定された河川法で建設省（現在の国土交通省）が一級河川を指定した際に、上流「根尾川」と下流「藪川」を揖斐川支流の「根尾川」に統一して指定し、現在では「藪川」の名称は使用されていない。

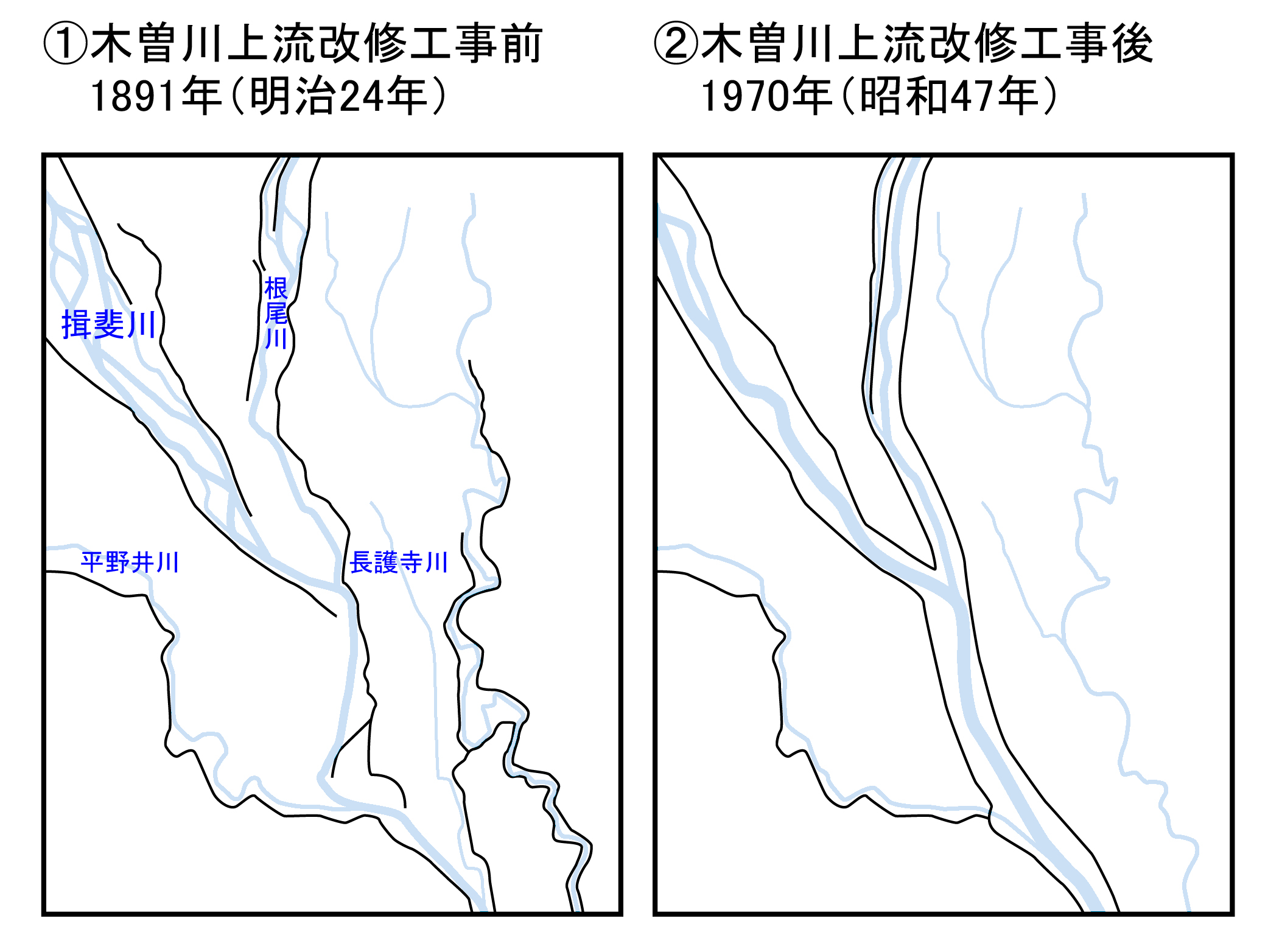
木曽川上流改修工事前後の比較

## 主な支流
一級河川のみ、下流側から順に記載。
- 花田川
- 三水川
- 管瀬川
- 府内川
- 根尾東谷川

## 主な橋
- 下座倉大橋（岐阜県道92号岐阜巣南大野線）
- 根尾川大橋（岐阜県道53号岐阜関ケ原線）
- 真大橋（岐阜県道159号北方真正大野線）
- 薮川橋（国道303号）
- 大野橋（岐阜県道78号岐阜大野線）
- 万代橋（滋賀県道・岐阜県道40号山東本巣線）
- 谷汲山大橋（滋賀県道・岐阜県道40号山東本巣線）
- 日当大橋・城山橋（国道157号日当平野バイパス）
- 開運橋（岐阜県道255号根尾谷汲大野線）

### かつての橋
- 薮川橋梁（名鉄揖斐線）[11]（現在は撤去されており、川のコンクリート護岸が新しくなっているところから位置を推測できるのみ）

## 施設

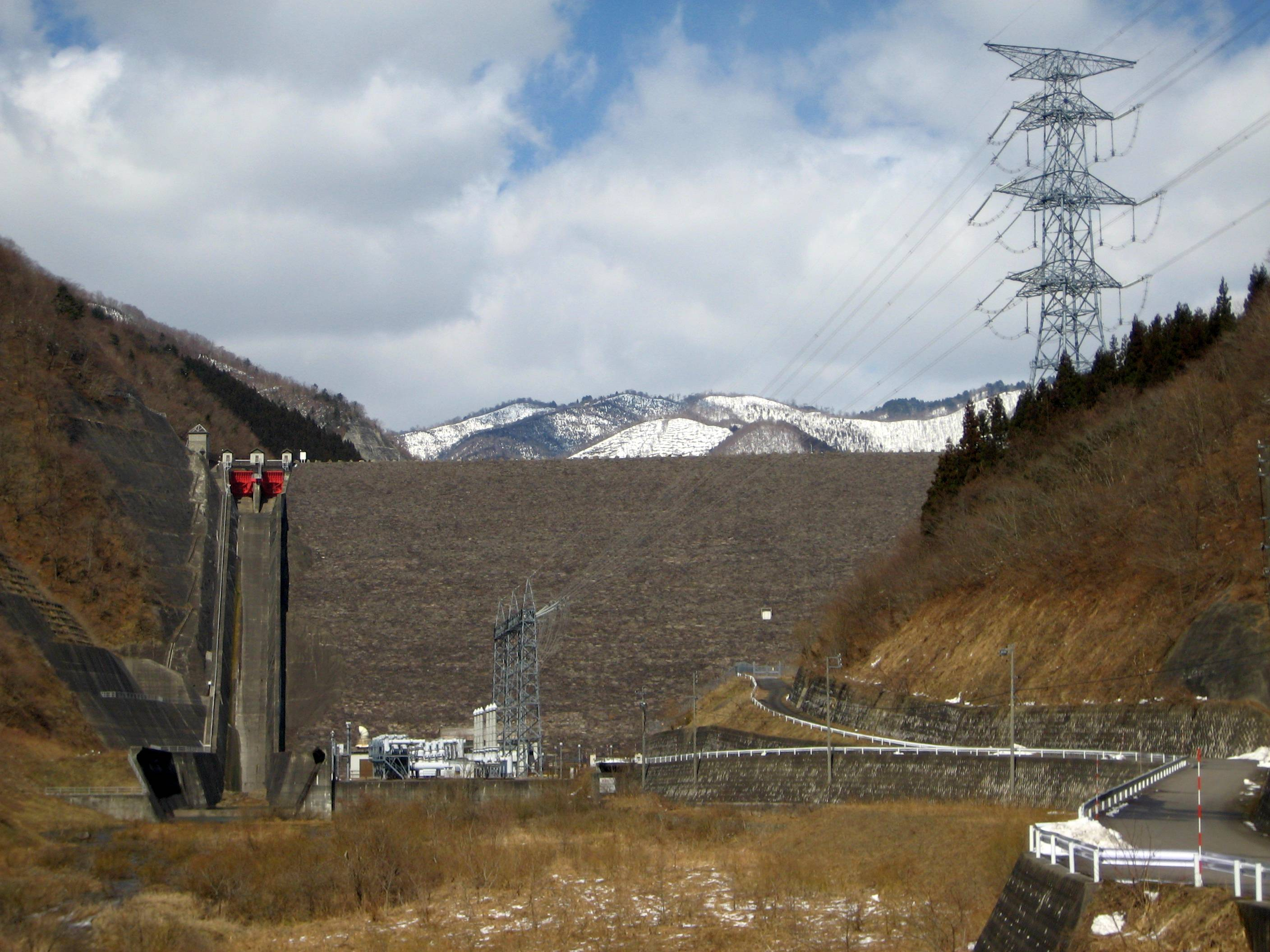
上大須ダム

根尾西谷川沿いの国道157号線と猫峠林道が合流する地点にはかつて本巣郡の大河原村が存在し、下河原谷第1砂防堰堤がある。
根尾東谷川の上流の上大須には中部電力の奥美濃水力発電所があり、150万キロワットの出力は中電の水力発電所として最大の規模である。